# Terre di Pedemonte
Terre di Pedemonte é uma comuna da Suíça, situada no distrito de Locarno, no cantão de Ticino. Tem 12,16 km² de área e sua população em 2018 foi estimada em 2.588 habitantes.
Foi criada em 14 de abril de 2013, a partir da fusão das antigas comunas de Cavigliano, Tegna e Verscio.